# Miramont-de-Guyenne
Miramont-de-Guyenne – miejscowość i gmina we Francji, w regionie Nowa Akwitania, w departamencie Lot i Garonna.
Według danych na rok 1990 gminę zamieszkiwało 3450 osób, a gęstość zaludnienia wynosiła 207 osób/km² (wśród 2290 gmin Akwitanii Miramont-de-Guyenne plasuje się na 127. miejscu pod względem liczby ludności, natomiast pod względem powierzchni na miejscu 671.).